# Velký východní erg
Velký východní erg (francouzsky Grand Erg oriental, arabsky العرق الشرقي الكبير) je písečné moře (erg) tvořící součást Sahary. Leží na hranici Alžírska a Tuniska a má rozlohu okolo 190 000 km². Erg leží mezi městy Ouargla, Douz a Ghadames, na jeho severním okraji leží slaná jezera Šot Melrhir a Šot al-Džaríd a pohoří Aurès, z jihu tvoří jeho hranici náhorní plošina Tinrhert. Region je rovinatý, s maximální nadmořskou výškou 250 m. Podnebí je mimořádně horké a suché, terén tvoří písečné duny hnané větrem a uspořádané do dlouhých hřbetů o šířce okolo půldruhého kilometru. Nacházejí se zde bohaté zásoby ropy, která se zpracovává v rafinerii Hassi Messaoud.